# Paolo Paschetto
Paolo Antonio Paschetto (Torre Pellice, 12 de febrero de 1885  – Idibem, 9 de marzo de 1963) fue un pintor, decorador, grabador e ilustrador italiano.

## Biografía
Paolo Antonio Paschetto era el tercer hijo de Enrico, pastor valdense, y de Luigia Oggioni, perteneciente a la Iglesia Evangélica Libre Italiana. Su padre, diplomado en teología en Ginebra, se trasladó a Roma en 1889 para enseñar hebreo y exégesis bíblica, en la facultad teológica metodista y luego en la bautista. Paolo Paschetto, educado en el rigor y la austeridad, estudió en la escuela secundaria clásica Terenzio Mamiani, luego en Corso Vittorio, luego en el Istituto di Belle Arti en via di Ripetta. Asistió a cursos de Giuseppe Cellini, colaboró con Adolfo De Carolis y se pronunció a favor de la propuesta de asignar la cátedra de pintura a Francesco Paolo Michetti . Participó en los concursos del periódico "La Tribuna", para la decoración de un techo y un friso para la pared (1905) y de las revistas "Giornalino della Domenica" y "Vita gioconda", para portadas (1906).
En 1907, junto con Umberto Vico, ganó el concurso del billete de cinco liras; el mismo año participa en la LXXVII muestra de Aficionados y Expertos en Bellas Artes, exhibiendo dos fantasías: Orfeo y Castalia . Colaboró, con ilustraciones en xilografía o porcelana, o en las revistas "Per l'arte" y\o "Novissima". Enseñó Dibujo en la Escuela Metodista de Roma. Ejecutó numerosos ex-libris y paneles decorativos, con medusas, con guirnaldas de flores, y con muchachas bailando o tocando la flauta, en actitudes clásicas: visiones equilibradas, refinadas. La estética de Paschetto dista mucho de la monumentalidad y la retórica que caracterizan a la mayoría de sus autores contemporáneos.
En 1911 se casa con su compañera de estudios Italia Angelucci quien, a partir del proyecto de su marido, crea objetos en cuero y cerámica, cobre repujado y lienzos pintados o bordados. Nacieron dos hijas: Fiammetta (1915) y Grazia Mirella (1919). Paschetto permaneció constantemente atado a su Torre Pellice, donde pasaba temporadas, es decir, en verano y en invierno.
Con motivo de la Exposición Internacional de Arte de Roma, en 1911, llevó a cabo la decoración del pabellón diseñado por Pio Piacentini en Piazza Colonna; ilustró la portada del número de la revista "Roma" dedicado a la Exposición. Creó las portadas de guías regionales de Italia: Piamonte y Lazio (1912), Emilia (1921). En 1924 diseñó los frisos de la Sala de los Escudos y la Sala de los Memorabilia Garibaldini, en el Campidoglio . Colaboró con la revista de estudios religiosos " Bilychnis ", dirigida por su hermano Lodovico, arqueólogo y pastor valdense; ilustró la revista religiosa " Conscientia ", de 1922 a 1927, y otras revistas protestantes, como "Il Testimonio", "Il Seminatore", "Gioventù Cristiana" y el "Boletín de la Sociedad de Estudios Valdenses".

## Obras

### Las vidrieras
En 1911 comenzó a trabajar con Cesare Picchiarini, el maestro vidriero que ya había colaborado con otros artistas, como Umberto Bottazzi, Duilio Cambellotti y Vittorio Grassi . Diseñó las vidrieras de cuatro ventanas y de un rosetón con símbolos cristianos ("Pez", "Barco", "Cordero", "Paloma", "Alfa y Omega"), para la iglesia Bautista de vía del Teatro Valle, en Roma
En 1912 Paschetto llevó a cabo su mayor y más conocido compromiso: la decoración del templo valdense de Roma, en Piazza Cavour. Para la decoración de este templo, para el que trabajó durante más de dos años, Paschetto pidió únicamente el pago de gastos de bolsillo, que ascendieron a veinte mil liras. Dibujó:
- El cartón de los mosaicos del luneto de entrada y el tondo de la fachada,
- La decoración de los muros interiores, inspirada en el arte románico,
- Los dibujos de las vidrieras, realizados por Picchiarini: ocho ventanas ajimezadas con símbolos bíblicos - "Pavo real y águila", "Candelero y vid", "Faro y el buen pastor", "Ancla y cordero", "Palma y lámpara", "Lirio y Colomba", "Monograma de Cristo y Zarza Ardiente", "Mesa Eucarística y Arca" - a lo largo de los pasillos laterales; diez trifore con motivos florales, en las vidrieras de la galería de mujeres; siete ventanas de una sola luz en la fachada y doce ventanas de tres luces en la nave central, todas con motivos geométricos.

Ejecutó diseños decorativos para las iglesias bautistas de Piazza S. Lorenzo en Lucina y en Via Urbana, en Roma, para la iglesia de Altamura y para la Sala Dorica en Ancona, ambas destruidas. De 1914 a 1949 ocupó la cátedra de Ornato en el Instituto de Bellas Artes de Roma. Reclutado al estallar la Primera Guerra Mundial, fue dado de baja en 1916 debido a problemas de visión.
En la década de 1930 colaboró con Nazareno Gabrielli, una firma de Tolentino, para la producción de objetos de cuero y hierro. También colaboró con el historiador Attilio Jalla, para la nueva disposición del Museo Valdense de Torre Pellice (1939). Pintó las paredes de la iglesia metodista en Via XX Settembre en Roma con símbolos cristianos. Con encáustica sobre lienzo, decoró los lunetos y el friso, en la antecámara y en el despacho del ministro, en el Ministerio de Educación (1928) y pintó el ábside de la sala sinodal de Torre Pellice (1939). En el Archivo de Tablas Valdenses de Torre Pellice se conservan 129 de sus obras, ejecutadas con diversas técnicas -xilografía, aguafuerte, acuarela, óleo, témpera- entre 1915 y 1922.

### Participación en exposiciones
En Roma expuso en varias ocasiones: III Exposición Internacional de la Secesión Romana, 1915; exposición del grupo romano de grabadores, 1927; exposición en la Cámara de artistas, en Piazza di Spagna, 1930; Exposición de la Sociedad de Aficionados y Conocedores del Arte, 1929, 1932 y 1934. En Turín expuso: Sección Arte cristiano de la Exposición Nacional de Bellas Artes, 1919; Galería Il Faro, 1933. Participó en exposiciones en el extranjero: en 1933, Exposición de Grabado en Madera, en Cracovia y Varsovia; Exposición de Grabado Italiano, en Praga; VIII Salón de Bellas Artes, sección Xilografía Italiana, en Bruselas. En 1938 tuvo una exposición individual en el Kunstzaal Kleijkamp de La Haya.

### Filatelia
En el campo de la filatelia diseñó: Prua di gallea romana, concurso de 1921; Italia turrita, Lupa romana y Vittorio Emanuele III, emitida en 1929; la serie Libertad y Renacimiento. En los últimos años pintó paisajes y temas de inspiración cristiana, que expuso en Torre Pellice y en Roma.

### El emblema de la República Italiana
Ganó el concurso para el Escudo de la República Italiana aprobado por la Asamblea Constituyente con una votación que tuvo lugar el 31 de enero de 1948. Sin embargo, el proyecto inicial fue fuertemente modificado por razones no artísticas. Los bocetos se exhiben en Roma, en el Archivo Central del Estado.

## Francmasonería
Como se afirmó el 24 de junio de 2017 en un discurso del Gran Maestre del Gran Oriente de Italia Stefano Bisi, Paolo Paschetto pertenecía a la Francmasonería.

## Artículos relacionados
- Emblema de Italia
- Corona triunfal
- Bandera de Italia
- Italia Turrita
- Personificación nacional
- Stella d'Italia